# プルモノスコルピウス
プルモノスコルピウス （Pulmonoscorpius）は、 石炭紀前期に生息していた化石サソリの1属。数十cm程度の巨大なサソリとして知られ、スコットランドのイースト・カークトン採石場（East Kirkton Quarry）で発見されている Pulmonoscorpius kirktonensis という1種のみが正式に記載される。

## 学名
学名「Pulmonoscorpius」はラテン語の「pulmonis」（肺）とギリシャ語の「skorpios」（サソリ）の合成語であり、現生のサソリと同じく書肺という呼吸器をもつことに因んで名づけられた。

## 形態

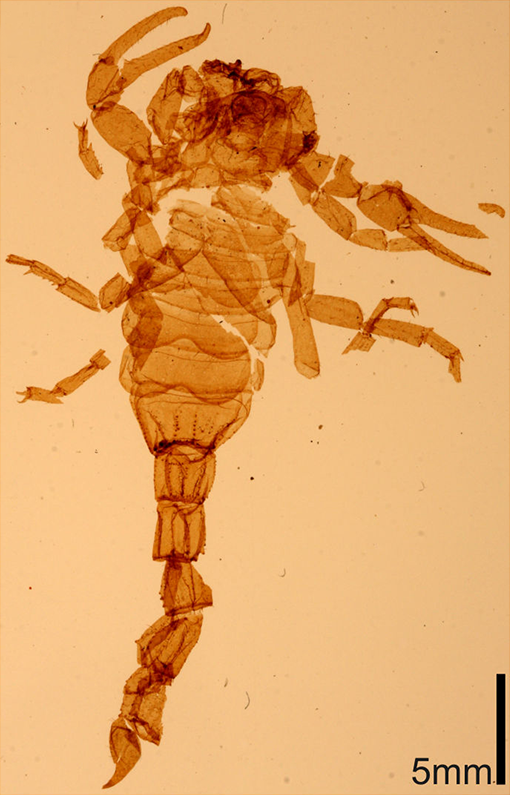
プルモノスコルピウスの幼生化石

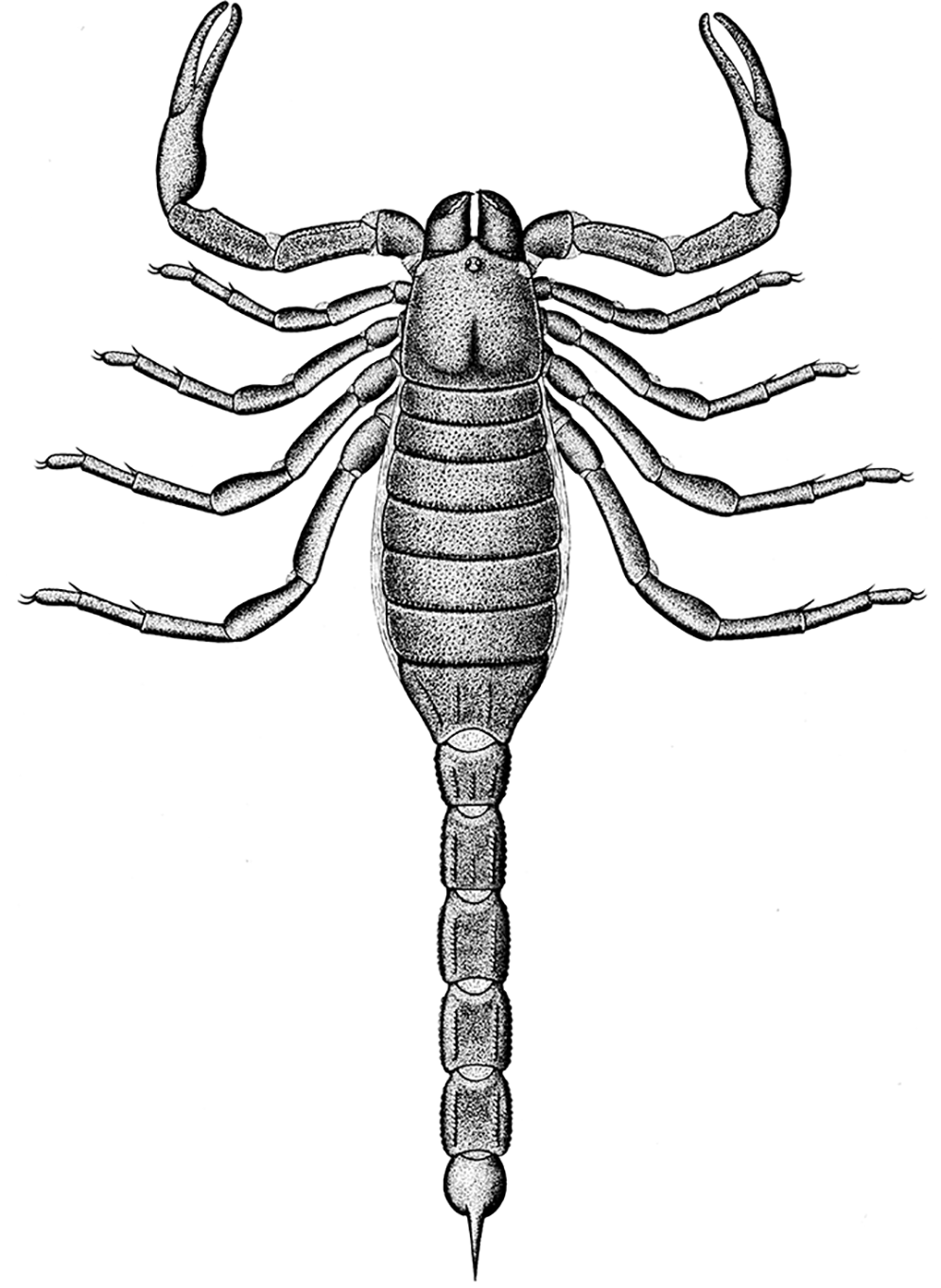
プルモノスコルピウスの背面復元図
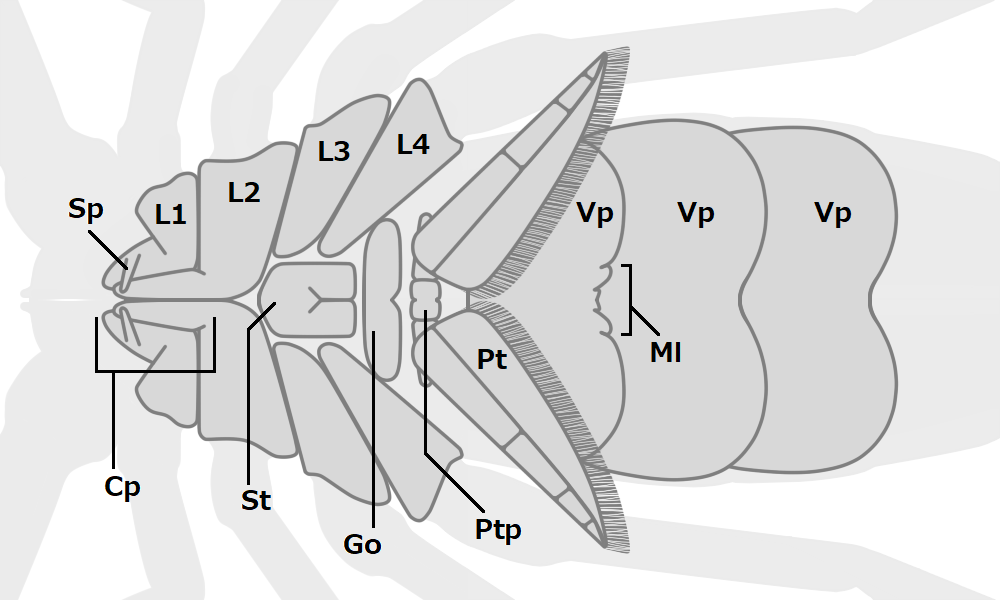
プルモノスコルピウスの幼生における前体と中体の腹面構造（Cp: 顎葉、Go:生殖口蓋、L1-4: 脚の基節、Ml: 葉状突起、Pt: 櫛状板、Ptp: 櫛状板の基部、Sp: 顎葉の鉤状突起、St: 腹板、Vp: 書肺のある板）

プルモノスコルピウスは現生種を遥かに上回るほど大型のサソリであり、1.3cmの幼生の全身からおよそ70cmの成体に由来する断片まで、様々な成長段階を表した化石標本が発見される。サソリ全般の共有形質として、体は前体（prosoma, 頭胸部）と後体（opisthosoma, 腹部）という2つの合体節に分かれ、後体は更に太い中体（mesosoma, 前腹部）と尾のような終体（metasoma, 後腹部）に区分される。 

### 前体
前体は五角形の背甲（carapace, prosomal dorsal shield）に覆われ、その正中線は現生群に見られるような溝がない。背甲の表面は幼生では滑らかで、成体ではこぶが密生している。他の基盤的な化石サソリ（例えばプロスコルピウス）と同様、中央の中眼（median eyes）と左右の側眼（lateral eyes）は全て背甲の前端に配置される。側眼を完全に保存した化石は見当たらないため全貌は不明だが、少なくとも構造は複眼的であることが分かり、それぞれ40-60個ほどのレンズによって構成されたと推測される。 
6対の前体付属肢（関節肢）のうち最初の1対である鋏角（chelicerae）は現生のサソリに似通う形で、不動指には3本、可動指には4本の歯がある。はさみ型に発達した触肢（pedipalp）は腿節と膝節（第3-4肢節）の縁にこぶが並んでおり、先端のはさみ（第5-6肢節）は細く、現生のサソリにある聴毛（trichobothria）は見当たらず、可動指と不動指はその3分の2を占めるほど長い。4対の脚は現生のサソリと大まかに共通の形態をもち、主な違いとして第3-4脚の基節（第1肢節）と腿節は現生種ほど長く特化しないことと、これらの脚の脛節（第5肢節）は腿節とほぼ同じ長さにあることが挙げられる。 
前体の腹面構造として第1脚の顎葉（coxapophyses、apophysis）には第2脚の顎葉を挟んだような鉤状突起があり、左右が第3-4脚の基節に囲まれた縦長い五角形の腹板（sternum）の後方にはYの字形の溝がある。 

### 後体
後体の前半部に当たる中体は、背面に並んでいる7枚の背板（tergite）のうち前6枚は大型個体ほど表面のこぶが発達している。腹面構造として前端の生殖口蓋（genital operculum）は二葉状で左右に長く、直後にある1対の櫛状板（ペクチン、pectine）はそれぞれ150-160個ほどの突起をもつ。4対の呼吸器である書肺を付属した4枚の板（ventral plate, abdominal plate）は後縁中央が滑らかに凹んだ形で、大型個体では後2枚の凹みがもっと深い。幼生の場合は4枚目の板を欠如し、1枚目の板はその凹みに2対の葉状突起がある。 
円筒状の5節を含んだ後半部の終体は性的二形で、オスの終体はメスより少し細い。各節の全長を走る4対の隆起線にこぶが並んでおり、第5節を除いて背側の方が最も発達している。それぞれの節の基部は左右に二股状のこぶがある。多くの基盤的な化石サソリと同様、終体第5節の長さは第4節を超えない。鉤状の毒針に特化した尾節（telson）は腹面に1対の発達した隆起線とこぶがある。

## 生態

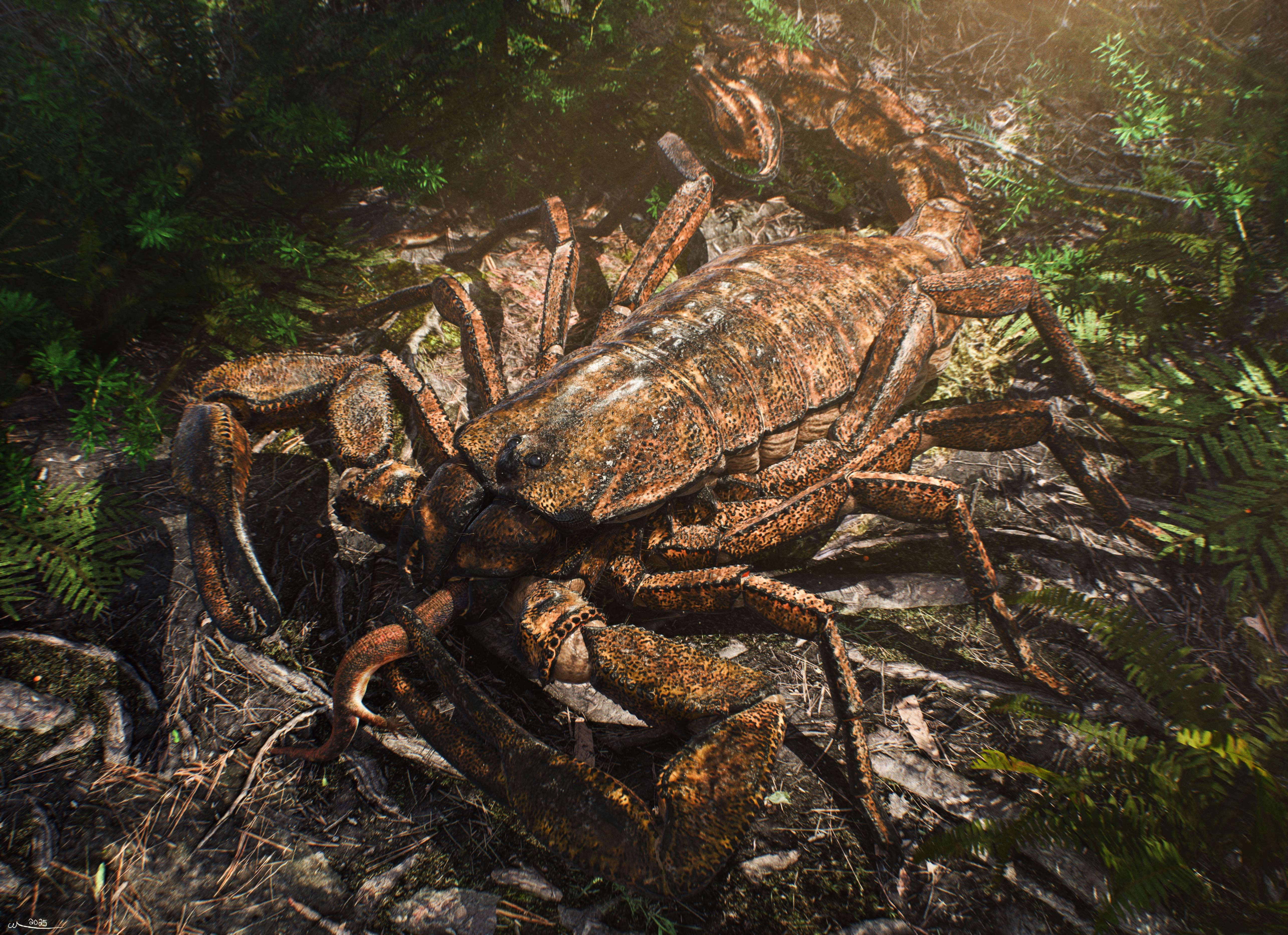
ウェストロティアーナを捕食するプルモノスコルピウスの生態復元図

プルモノスコルピウスは現生のサソリのように、陸棲の捕食者であったと考えられる。書肺や脚の構造は、それぞれ空気呼吸と陸上歩行に適したとされる。なお、発達した側眼をもつことと聴毛を欠くことに基づいて、本属は現生のサソリより優れた視力をもち、昼行性で活動的であったと考えられる。その巨体によって昆虫だけでなく、小型の四肢動物も捕食できたと推測されるが、本属の獲物になれるような小動物の化石は同じ堆積層から発見できなかったため、正確な獲物は不明。

## 分類
プルモノスコルピウスは Centromachus などと共にCentromachidae科に分類されるサソリである。本属が記載される頃、この分類群はMesoscorpionina亜目（当時では上科）に含まれたが、2020年現在ではHolosternina亜目Mesophonoidea上科に分類される。
プルモノスコルピウス属 Pulmonoscorpius は第1脚の顎葉に鉤状突起をもつこと、前体の腹板にYの字形の溝をもつこと、および（幼生の）書肺を有する最初の板の凹みに葉状突起をもつことが同定形質として定義される。2020年現在、本属は Pulmonoscorpius kirktonensis という1種のみを含んでおり、尾節の腹側に1対の発達した隆起線とこぶをもつことが本種の同定形質として定義される。
なお、本属の中で種までの同定がなされず、P. kirktonensis とは別種であった可能性をもつ化石標本は NMS G 1990.78.3（全身化石、幼生）と BELUM K170652（触肢の脛節、鋏の掌部と不動指）の2つがあり、それぞれ暫定的に「Pulmonoscorpius sp. A」および「Pulmonoscorpius sp. B」として記載される。P. kirktonensis との相違点として、Pulmonoscorpius sp. A の尾節には腹側の隆起線とこぶはなく、Pulmonoscorpius sp. B の不動指には P. kirktonensis より30%ほど多くの剛毛の接続点をもつ。